# 25 ديسمبر
- السبت
- الأحد
- الاثنين
- الثلاثاء
- الأربعاء
- الخميس
- الجمعة

- 298 جمادى الآخرة 1447  هـ
- 309 جمادى الآخرة 1447  هـ
- 110 جمادى الآخرة 1447  هـ
- 211 جمادى الآخرة 1447  هـ
- 312 جمادى الآخرة 1447  هـ
- 413 جمادى الآخرة 1447  هـ
- 514 جمادى الآخرة 1447  هـ
- 615 جمادى الآخرة 1447  هـ
- 716 جمادى الآخرة 1447  هـ
- 817 جمادى الآخرة 1447  هـ
- 918 جمادى الآخرة 1447  هـ
- 1019 جمادى الآخرة 1447  هـ
- 1120 جمادى الآخرة 1447  هـ
- 1221 جمادى الآخرة 1447  هـ
- 1322 جمادى الآخرة 1447  هـ
- 1423 جمادى الآخرة 1447  هـ
- 1524 جمادى الآخرة 1447  هـ
- 1625 جمادى الآخرة 1447  هـ
- 1726 جمادى الآخرة 1447  هـ
- 1827 جمادى الآخرة 1447  هـ
- 1928 جمادى الآخرة 1447  هـ
- 2029 جمادى الآخرة 1447  هـ
- 211 رجب 1447  هـ
- 222 رجب 1447  هـ
- 233 رجب 1447  هـ
- 244 رجب 1447  هـ
- 255 رجب 1447  هـ
- 266 رجب 1447  هـ
- 277 رجب 1447  هـ
- 288 رجب 1447  هـ
- 299 رجب 1447  هـ
- 3010 رجب 1447  هـ
- 3111 رجب 1447  هـ
- 112 رجب 1447  هـ
- 213 رجب 1447  هـ

25 ديسمبر أو 25 كانون الأوَّل أو يوم 25 \ 12 (اليوم الخامس والعشرون من الشهر الثاني عشر) هو اليوم التاسع والخمسون بعد الثلاثمائة (359) من السنة، أو الستون بعد الثلاثمائة (360) في السنوات الكبيسة، وفقًا للتقويم الميلادي الغربي (الغريغوري). يبقى بعده 6 أيَّام على انتهاء السنة.

## أحداث
- 1100 - بالدوين البولوني يتوج كأول ملك على مملكة بيت المقدس في كنيسة المهد.
- 1914 - القوات الألمانية والبريطانية على الجبهة الغربية توقفان إطلاق النار مؤقتًا في الحرب العالمية الأولى وذلك في الهدنة المعروفة باسم هدنة عيد الميلاد.
- 1926 - هيروهيتو يصبح إمبراطورًا لليابان بعد وفاة والدة الإمبراطور تايشو.
- 1952 - الملكة إليزابيث الثانية تلقي أول خطاب لها منذ اعتلائها العرش وذلك بمناسبة أعياد الميلاد.
- 1977 - مناحم بيجن يزور مصر ويلتقي بالرئيس محمد أنور السادات في القاهرة.
- 1986 - اختطاف الطائرة العراقية رحلة رقم 163 المقلعة من عمّان إلى بغداد وسقوطها بالقرب من مدينة عرعر شمالي السعودية.
- 1989 - إعدام رئيس رومانيا السابق نيكولاي تشاوتشيسكو وزوجته وذلك بعد أن أدانتهما إحدى المحاكم العسكرية السرية بارتكاب جرائم حرب.
- 1990 - أول تجربة ناجحة لتشغيل نظام الويب والذي أصبح شبكة ويب عالمية.
- 1991 -
  - استفتاء في أوكرانيا للانفصال عن الاتحاد السوفيتي، والأغلبية توافق على الانفصال.
  - ميخائيل غورباتشوف يستقيل من منصبه كرئيس للاتحاد السوفيتي.
- 2008 - محكمة إسرائيلية تحكم على الأمين العام للجبهة الشعبية لتحرير فلسطين أحمد سعدات بالسجن 30 عامًا وذلك بتهمة التخطيط لاغتيال وزير السياحة الإسرائيلي رحبعام زئيفي.
- 2009 -
  - صدرور فيلم ثلاثة بلهاء، حاز على العديد من الجوائز وحطّم أرقاما قياسية عالمية ودخل موسوعة جينيس.
  - عمر فاروق عبد المطلب يفشل بالقيام بهجوم إرهابي ضد الولايات المتحدة ، بينما هو على متن طائرة إلى مطار ديترويت.
- 2011 - الجيش السوداني يقتل خليل إبراهيم زعيم حركة العدل والمساواة المتمردة في دارفور.
- 2015 - مقتل محمد زهران علُّوش قائد جيش الإسلام، أحد فصائل المعارضة السورية المسلحة بغارة جوية.
- 2016 - تحطم طائرة عسكرية روسية من طراز توبوليف تو 154 كانت تحمل 92 شخصا متوجهة إلى سوريا ومصرع جميع من كان على متنها.
- 2017 - إعصار تيمبن يجتاح جنوب الفلبين مُسببًا مقتل حوالي 266 نسمة وفُقدان عشرات الأشخاص الآخرين.
- 2022 - عاصفة ثلجية تضرب أمريكا الشمالية وتُخلف 71 قتيلًا وتؤدي إلى إلغاء آلاف الرحلات الجوية وإغلاق العديد من الطرق، وانخفاض قياسي في درجات الحرارة.
- 2024 - تحطم طائرة الخطوط الجوية الأذربيجانية الرحلة 8243 بالقرب من مطار أكتاو الدولي في كازاخستان، ما أدى لمصرع 38 شخصًا.

## مواليد
- 1051 - أبو الفرج الأرمنازي، عالم مسلم ومؤرخ شامي.
- 1642 - إسحاق نيوتن عالم فيزيائي إنجليزي، مؤسس علم الميكانيك.
- 1866 - ماكس فيين، فيزيائي ألماني.
- 1869 - شكيب أرسلان، كاتب وأديب ومفكر لبناني.
- 1876 -
  - محمد علي جناح، رئيس باكستان.
  - أدولف فينداوس، عالم كيمياء ألماني حاصل على جائزة نوبل في الكيمياء عام 1928.
- 1878 - لويس شيفروليه، مهندس ومؤسس شركة شيفروليه.
- 1895 - فريد طليع، طبيب وعسكري لبناني.
- 1899 - همفري بوغارت، ممثل أمريكي.
- 1904 - غيرهارد هيرتسبيرغ، عالم كيمياء كندي حاصل على جائزة نوبل في الكيمياء عام 1971.
- 1906 - إرنست روسكا، عالم فيزياء ألماني حاصل على جائزة نوبل في الفيزياء عام 1986.
- 1913 - ميمي شكيب، ممثلة مصرية.
- 1916 - أحمد بن بلة، أول رئيس للجمهورية الجزائرية.
- 1917 - يوسف الخال، شاعر وأديب لبناني.
- 1918 - محمد أنور السادات، رئيس جمهورية مصر العربية الثالث حاصل على جائزة نوبل للسلام عام 1978.
- 1921 - أحمد خليل عبد الجبار، دبلوماسي‌ وشاعر سعودي.
- 1924 - أتال بيهاري فاجبايي، رجل دولة هندي.
- 1926 - بدر شاكر السياب، شاعر عراقي.
- 1930 -
  - صلاح جاهين، شاعر مصري.
  - سامي سرحان، ممثل مصري.
- 1931 -
  - نعيمة الصغير، ممثلة مصرية.
  - عادل خيري، ممثل مصري.
- 1935 -
  - الصادق المهدي، رئيس وزراء السودان.
  - سميرة توفيق، مغنية لبنانية.
- 1938 - سمير المقدسي، اقتصادي وسياسي لبناني.
- 1943 - حمودة زلوم، كاتب وشاعر أردني فلسطيني.
- 1944 - جارزينيو، لاعب كرة قدم برازيلي.
- 1948 -
  - علياء الحسين، زوجة الحسين بن طلال ملك الأردن.
  - جويل سانتانا، لاعب ومدرب كرة قدم برازيلي.
- 1949 -
  - نواز شريف، رئيس وزراء باكستان.
  - سيسي سبيسك، ممثلة أمريكية.
- 1958 - ديمي منت آبا، مغنية موريتانية.
- 1959 - محمد حسن العامري، شاعر وناقد فني ورسام أردني.
- 1960 - شريف عرفة، مخرج مصري.
- 1961 - باسمة حمادة، ممثلة أردنية تعمل في الكويت.
- 1964 - غاري مكأليستر، لاعب كرة قدم اسكتلندي.
- 1970 - إيمانويل أمونيكي، لاعب كرة قدم نيجيري.
- 1971 - دايدو، مغنية إنجليزية.
- 1974 -
  - غادة عادل، ممثلة مصرية.
  - ناجما، ممثلة هندية.
- 1980 -
  - هنا شيحة، ممثلة مصرية.
  - ياسة، ممثلة عراقية / كويتية.
- 1981 - لا فوين، مغني راب فرنسي من أصول مغربية.
- 1984 -
  - مانويل كانغي، لاعب كرة قدم أنغولي.
  - كريس كاهيل، لاعب كرة قدم من ساموا.

## وفيات
- 1784 - يوسا بوسون، رسام ياباني.
- 1868 - ييل لينوس الأصغر، مهندس ميكانيكي أمريكي.
- 1925 - حسن الخراط، أحد قادة الثورة السورية ضد الاستعمار الفرنسي.
- 1926 - تايشو، إمبراطور ياباني.
- 1949 - ليون شليسنجر، منتج سينمائي أمريكي.
- 1961 - أوتو لوفي، طبيب وعالم أدوية نمساوي حاصل على جائزة نوبل في الطب عام 1936.
- 1965 - ماري عجمي، شاعرة وصحافية سورية مؤسسة أول مجلة نسائية في ⁧سوريا⁩.
- 1973 - عصمت إينونو، رئيس تركيا.
- 1974 - أحمد إسماعيل علي، وزير الدفاع المصري.
- 1977 - تشارلي تشابلن، ممثل بريطاني / أمريكي.
- 1978 - صقر الرشود، مخرج مسرحي كويتي.
- 1983 - جوزف نجيم، شاعر لبناني.
- 1989 - نيكولاي تشاوتشيسكو، رئيس رومانيا الأول.
- 1995 - دين مارتن، مغني وممثل أمريكي.
- 2006 - جيمس براون، مغني أمريكي.
- 2009 - أنيس صايغ، كاتب ومفكر فلسطيني.
- 2010 - كارلوس أندريس بيريز، رئيس فنزويلا السادس والخمسون والتاسع والخمسون.
- 2011 - خليل إبراهيم، زعيم حركة العدل والمساواة المتمردة في دارفور.
- 2012 - تركي بن سلطان بن عبد العزيز آل سعود، أمير سعودي.
- 2012 - صيتة بنت فهد الدامر، إحدى زوجات الملك خالد.
- 2015 - مُحمَّد زهران علُّوش، قائد جيش الإسلام.
- 2016 - جورج مايكل، مغني بريطاني.
- 2017 - صلاح عيسى، صحفي ومؤرخ مصري.
- 2021 - سفيان لوكار، لاعب كرة قدم جزائري.

## أعياد ومناسبات
- عيد الميلاد لدى الطوائف المسيحية الغربية.
- عيد ميلاد «إله الشمس سول إنفكتوس» عند الوثنيين في الإمبراطورية الرومانية.
- يوم الدستور في جمهورية الصين الشعبية.
- يوم القائد الأعظم في باكستان.

## وصلات خارجية
- وكالة الأنباء القطريَّة: حدث في مثل هذا اليوم.
- أرشيف مصر: حدث في مثل هذا اليوم.
- BBC: حدث في مثل هذا اليوم.